# Таміка віялохвоста
Та́міка віялохвоста (Cisticola juncidis) — вид горобцеподібних птахів родини родини тамікових (Cisticolidae). Мешкає на півдні Європи, в Африці, Азії та Австралії. Виділяють низку підвидів.

## Опис
Віялохвоста таміка — дрібний птах, довжина якого становить від 10 до 12 см. Верхня частина тіла коричнева, поцяткована чорними смужками. Нижня частина тіла білувата, у самиць жовтувата. Хвіст широкий, на кінці білий, при польоті розкривається у формі віяла. Під час сезону розмноження у самців на тімені з'являються чорні смужки. Колір лап варіюється від темно-бежевого до оранжевого.

## Підвиди
Виділяють сімнадцять підвидів:
- C. j. cisticola (Temminck, 1820) — західна Франція, Піренейський півострів, Балеарські острови, Північно-Західна Африка;
- C. j. juncidis (Rafinesque, 1810) — від південної Франції до Туреччини і Сирії, а також Єгипет і острови Середземного моря;
- C. j. uropygialis (Fraser, 1843) — від Сенегалу і Гамбії до Ефіопії, Руанди, Танзанії і Нігерії;
- C. j. terrestris (Smith, A, 1842) — від Габону і Республіки Конго до південної Танзанії і Південно-Африканської Республіки;
- C. j. neuroticus Meinertzhagen, R, 1920 — Кіпр, від Лівану і Ізраїлю до західного Ірану;
- C. j. cursitans (Franklin, 1831) — від східного Афганістану до північної М'янми, південного Китаю, південної і південно-східної Індії, посушливі рівнини Шрі-Ланки;
- C. j. salimalii Whistler, 1936 — південно-західна Індія;
- C. j. omalurus Blyth, 1851 — Шрі-Ланка (за винятком посушливих рівнин);
- C. j. brunniceps (Temminck & Schlegel, 1850) — південь Кореї, Японія і острів Батан[en] (північ Філіппін);
- C. j. tinnabulans (Swinhoe, 1859) — від південно-східний Китай, Тайвань, Таїланд, Індокитай і Філіппіни (за винятком островів Батан[en] і Палаван;
- C. j. nigrostriatus Parkes, 1971 — Палаван (Філіппіни);
- C. j. malaya Lynes, 1930 — Нікобарські острови, південно-східна М'янма, південно-західний Таїланд, Малайський півострів, Великі Зондські острови;
- C. j. fuscicapilla Wallace, 1864 — східна Ява, Канґеанські острови[en], Малі Зондські острови;
- C. j. constans Stresemann, 1938 — Сулавесі і сусідні острови;
- C. j. leanyeri Givens & Hitchcock, 1953 — північна Австралія;
- C. j. normani Mathews, 1914 — північний захід Квінсленду, північ і північний схід Австралії;
- C. j. laveryi Schodde & Mason, IJ, 1979 — північний схід Австралії і південь Нової Гвінеї.

## Поширення
Віялохвості таміки віддають перевагу відкритим територіям, зокрема лукам і пасовиськам, а також очеретяним заростям біля водойм. Уникають солончаків. На більшій території це осілий вид птахів, однак популяції Маньчжурії і Північної Кореї взимку мігрують на південь. В Гімалаях віялохвості таміки гніздяться на висоті до 1900 м над рівнем моря, однак взимку мігрують в долини на висоту до 1300 м над рівнем моря. Поодинокі мігруючі особини були зафіксовані на півночі Європи, в Данії, Швеції, Великій Британії та Ірландії. Північна межа поширення птаха в Європі поступово зміщується на північ. В 2006 році птах був вперше зафіксований в Угорщині. В 2020 році в Лосгайм-ам-Зее (Німеччина) був зафіксований перший в країні факт гніздування птаха. В Україні птах не спостерігався.

## Поведінка і екологія
Віялохвості таміки харчуються комахами та іншими безхребетними. Самці зазвичай полігамні. Самці починають будувати гніздо в густій траві і починають приваблювати самиць співом. Самиці завершують гніздо, яке створююється шляхом скріплення живого зеленого листя павутиння, травою і пухом. Воно має чашоподібну форму, додатково накривається маскувальним наметом з листя або трави і розміщується в густій траві. В кладці 3-6 яєць, які насиджує лише самиця. Інкубаційний період триває приблизно 10 днів. За сезон може вилупитися декілька виводків. Самиці часто міняють партнерів і не затримуються на певній території, тоді як самці більш осілі. Самиці можуть почати розмножуватись на першому році життя.

## Галерея

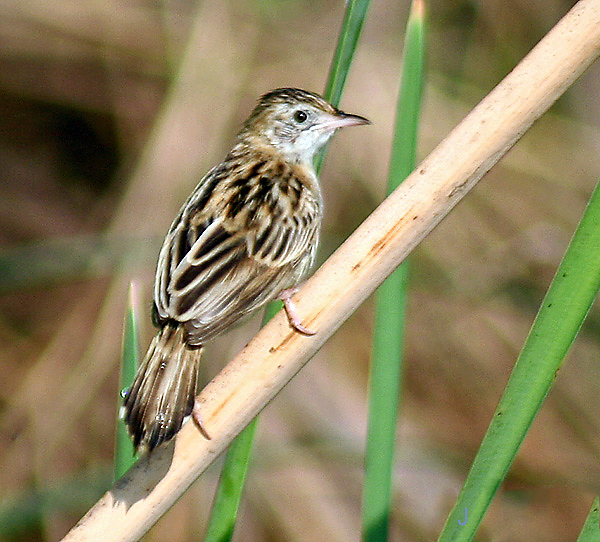
Віялохвоста таміка (Колката, Індія)
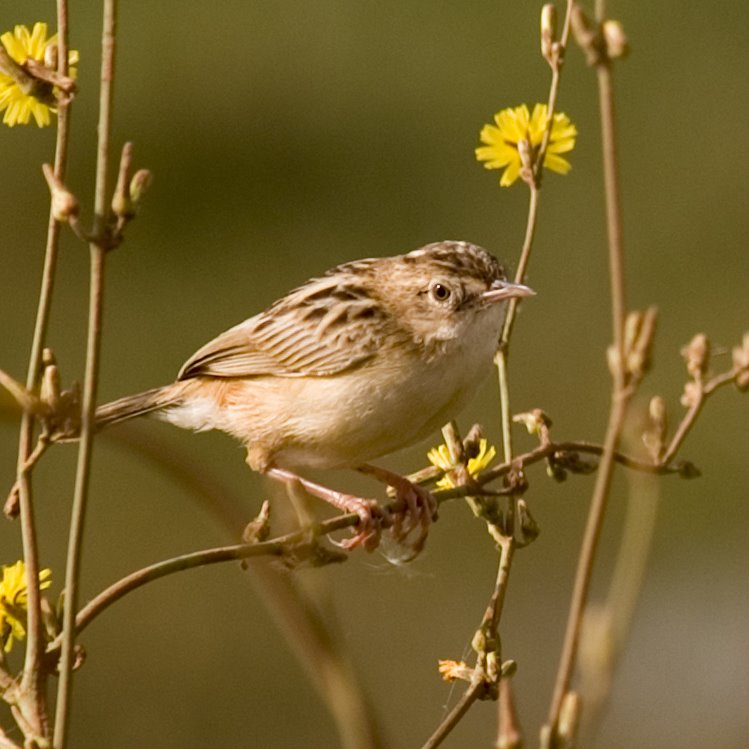
Віялохвоста таміка (Дакар, Сенегал)
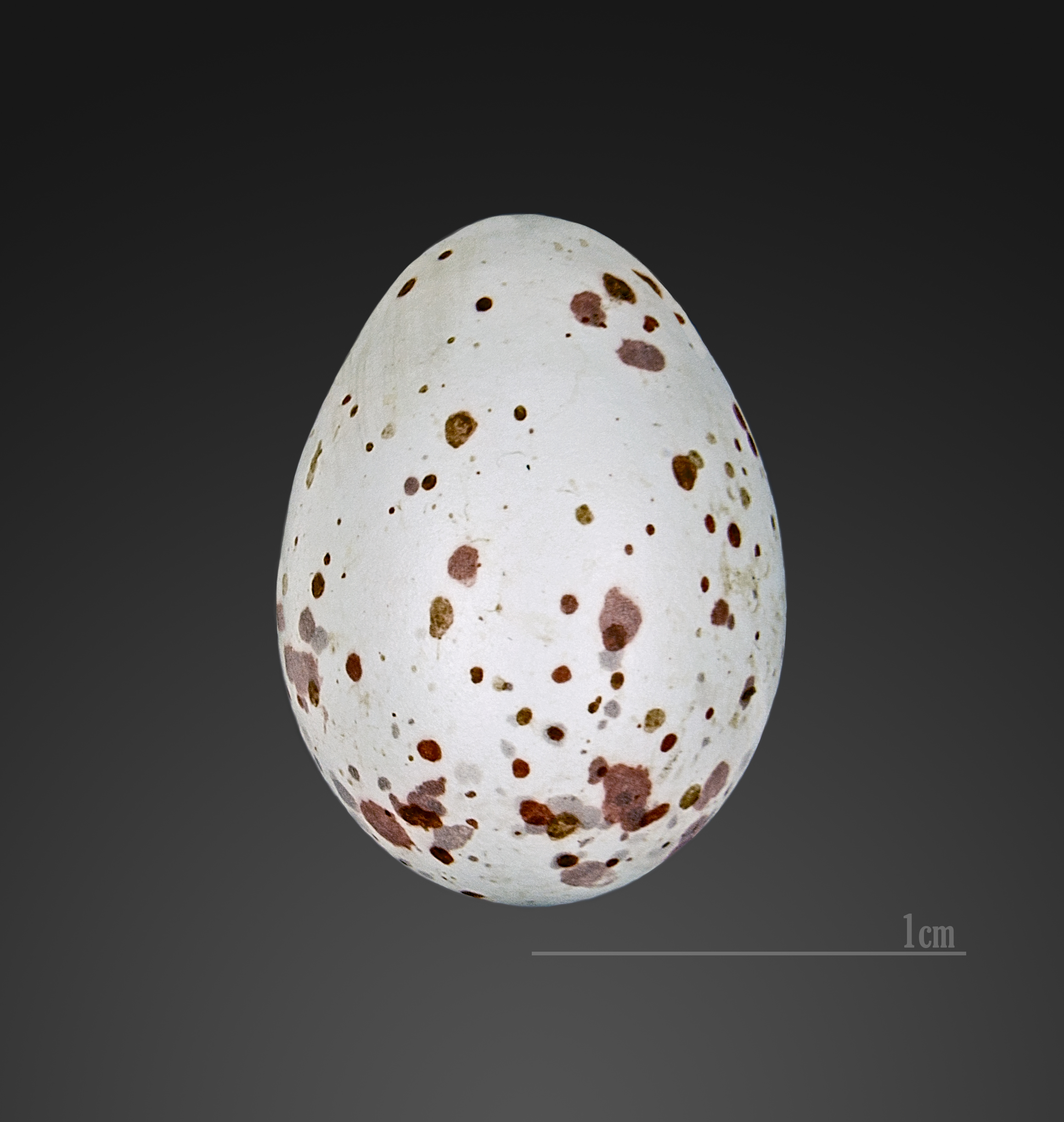
Яйце віялохвостої таміки
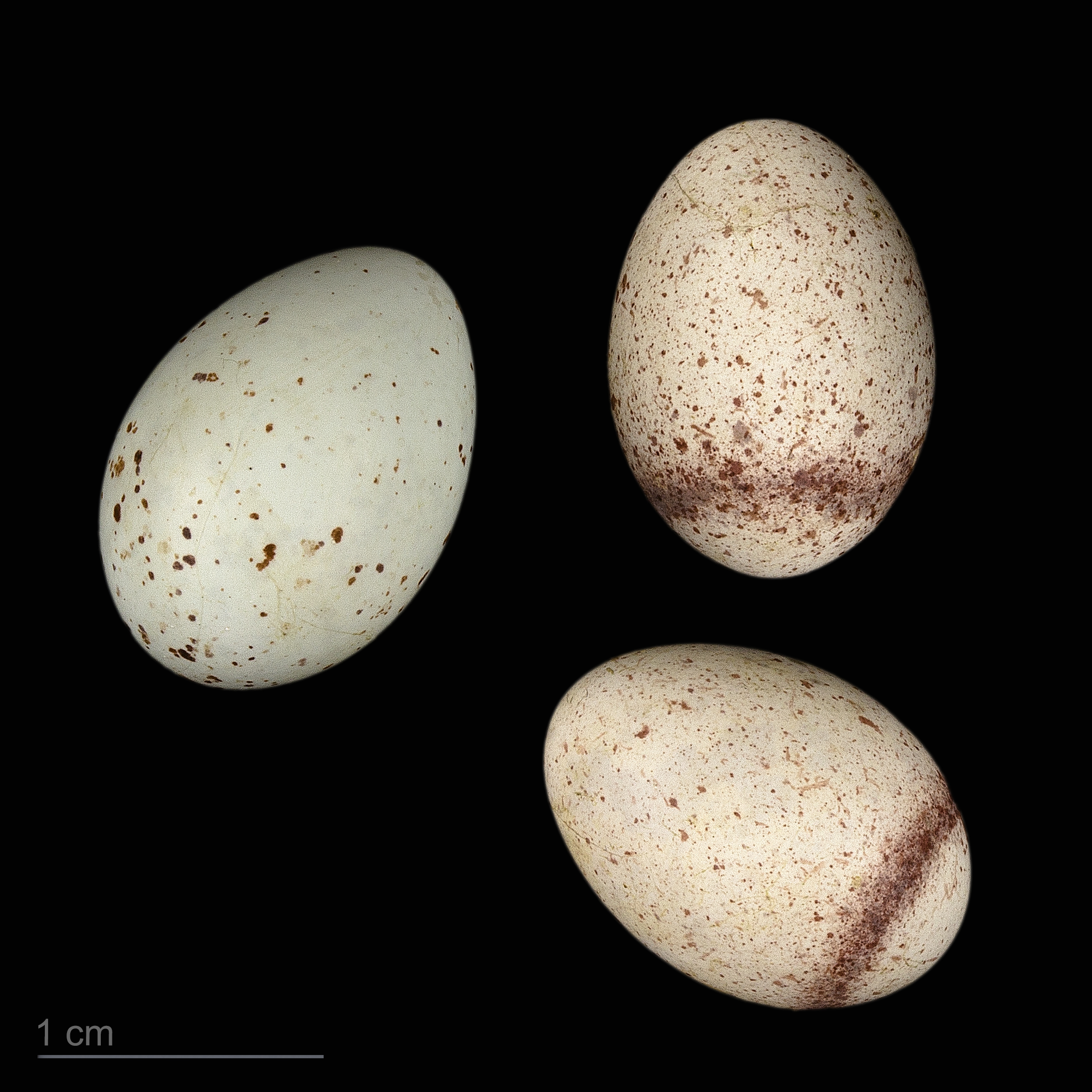
яйце Cisticola juncidis juncidis -  Тулузький музей
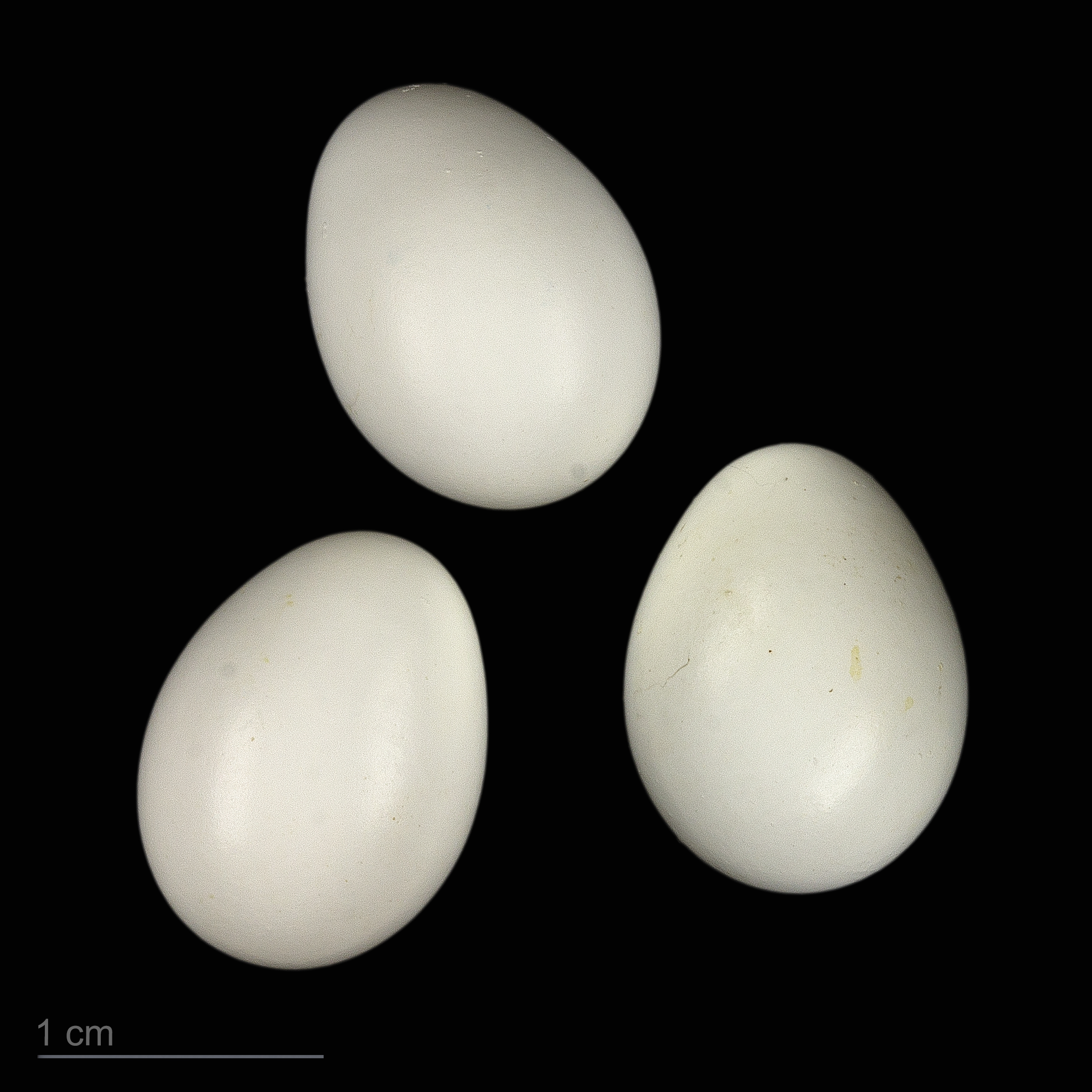
яйце Cisticola juncidis cisticola -  Тулузький музей